# Condrite (astronomia)

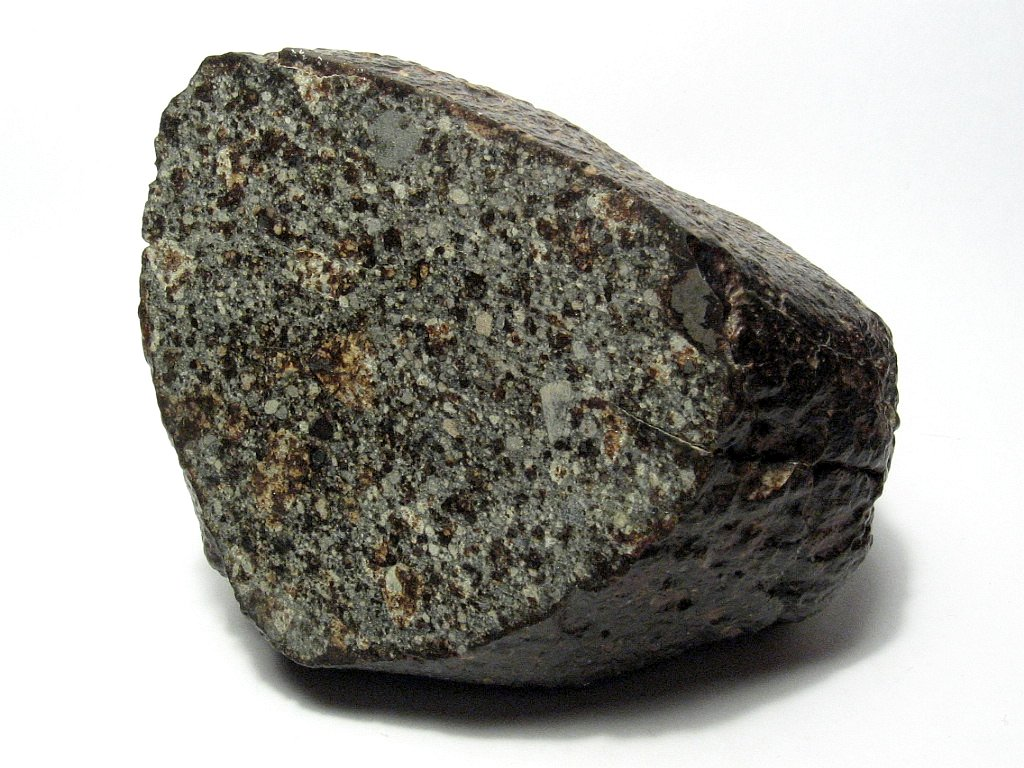
Un frammento del meteorite NWA 869, una condrite ordinaria

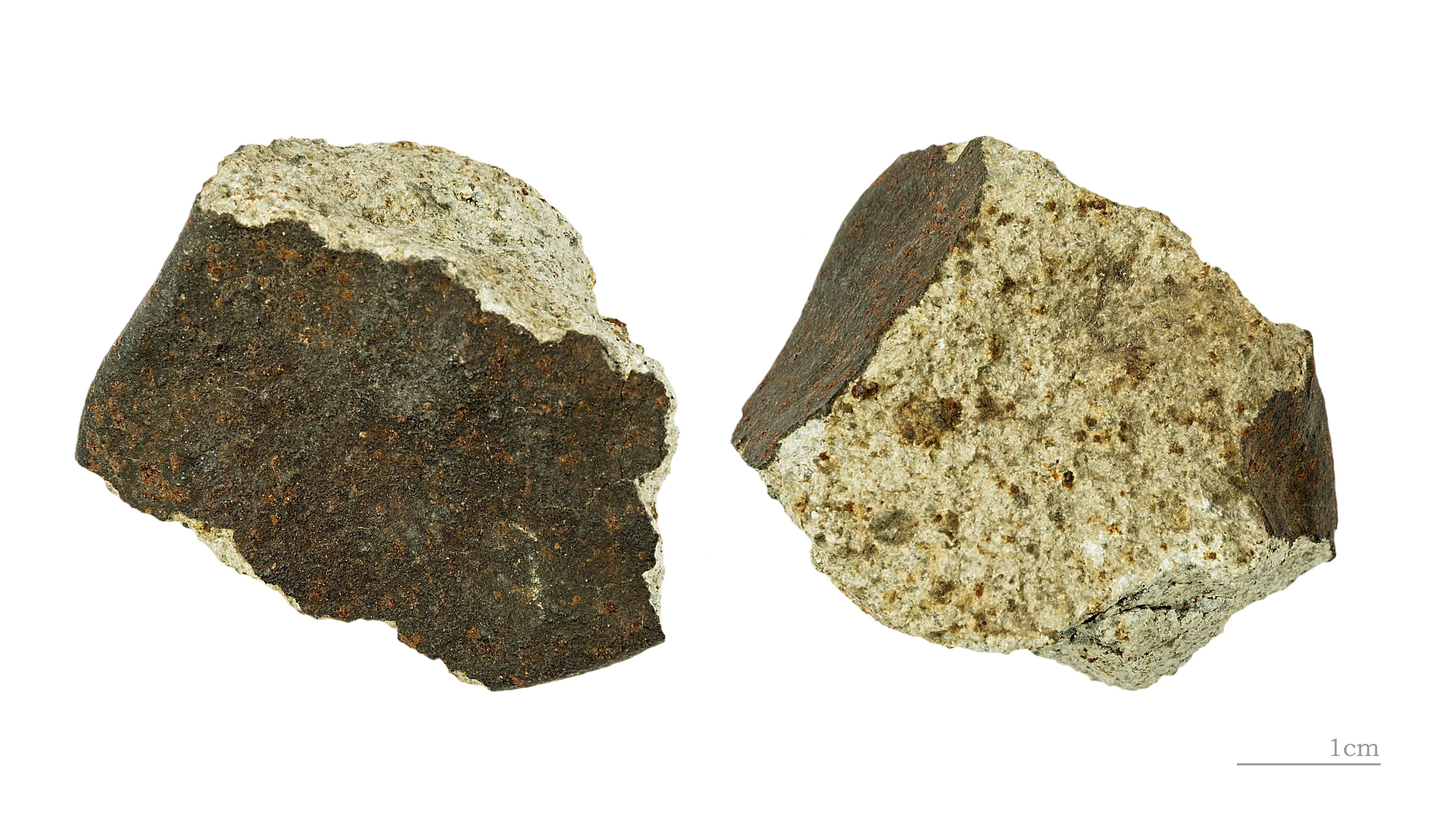
Condrite (L6) di Phnom Penh - 1868

Le condriti sono meteoriti rocciose indifferenziate dotate della stessa composizione chimica dei planetesimi, cioè quei piccoli corpi freddi che si formarono nel sistema solare primordiale.
L'86% delle meteoriti cadute sulla Terra sono condriti. Prendono il loro nome dalle condrule presenti al loro interno. Le condrule sono sferule di minerali mafici con grani di piccole dimensioni, indicativi di un rapido raffreddamento. Le condriti hanno in genere un'età di 4,6 miliardi di anni (quindi risalenti alla formazione del sistema solare) e si ritiene che abbiano origine nella fascia principale degli asteroidi. Come esattamente si formino è un argomento tuttora fortemente dibattuto tra gli scienziati.

## Classificazione
Le condriti fanno parte delle meteoriti rocciose indifferenziate e si dividono in:
- Condriti ordinarie (OC)
  - H (anche dette olivine-bronziti)
  - L (anche dette olivine-ipersteni)
  - LL (anche dette olivine-pigeoniti o anfoteriti)
- Condriti carbonacee
  - CI
  - CM
  - CR (Renazzo[1])
  - CV (Vigarano)
  - CO
  - CR
  - CH
- Condriti E (Enstatiti)
  - EH
  - EL
- Condriti R (Rumuruti)
- Condriti K (Kakangari)

## Condriti ordinarie
Le condriti ordinarie, abbreviate OC, sono chiamate in questo modo perché rappresentano il tipo più comune di meteoriti che cadono sul nostro pianeta: circa l'80% del totale e il 90% delle meteoriti rocciose. Contengono numerosi condruli, una matrice sparsa (10-15% della pietra), alcune inclusioni refrattarie chiamate CAI e una quantità variabile di lega metallica ferro-nichel e troilite (FeS). Le condriti ordinarie si distinguono chimicamente per il loro impoverimento negli elementi litofili refrattari come Ca, Al, Ti, e terre rare rispetto al silicio e dal punto di vista isotopico per i loro rapporti inusualmente alti 17O/16O rispetto a 18O/16O se paragonati alle rocce terrestri. Il diametro dei condruli di solito varia tra 0,5 e 1 mm. Molte, ma non tutte, sono state sottoposte ad un significativo grado di metamorfismo e hanno raggiunto temperature ben al di sopra dei 500 °C nel loro corpo progenitore. Sono divise in tre gruppi in base alla diversa quantità totale di metallo presente.
- Condriti H, anche dette olivine-bronziti, prendono il nome dal termine High (it: alto) per il loro alto contenuto complessivo di ferro e alto contenuto di ferro metallico (15-20% di lega Fe-Ni metallica in massa)[2], e per condruli più piccoli di quelli presenti nei tipi L e LL. Circa il 42% delle condriti ordinarie ricade in questo gruppo.
- Condriti L, anche dette olivine-ipersteni, prendono il nome dal termine Low (it: basso) per il loro basso contenuto complessivo di ferro (7-11% di lega Fe-Ni metallica in massa). Circa il 46% delle condriti ordinarie ricade in questo gruppo.
- Condriti LL, anche dette olivine-pigeoniti o anfoteriti, prendono il nome da Low Low (it: basso basso) per il loro basso contenuto totale di ferro e basso contenuto di metallo (3-5% di lega Fe-Ni metallica in massa). Solo una condrite ordinaria su dieci appartiene a questo gruppo.

## Condriti carbonacee
Circa il 5% delle condriti è costituito dalle condriti carbonacee. Le condriti carbonacee contengono acqua e tracce di materiale organico, inclusi a volte amminoacidi. Gli amminoacidi trovati nelle meteoriti sono di vari tipi, una parte di essi sono gli stessi che formano tutti gli esseri viventi sulla Terra:
tutti gli amminoacidi contenuti nelle condriti carbonacee sono metà levogiri e metà destrogiri, questo dimostra la loro origine chimica in quanto gli amminoacidi di tutte le forme viventi sulla Terra sono esclusivamente levogiri. Al loro interno sono stati trovati anche dei grani presolari, e la loro composizione isotopica è simile a quella del Sole. Si pensa che le condriti siano materiale inalterato della nebulosa solare originaria.

## Condriti E
Le Enstatite Condriti (chiamate anche Condriti di tipo E), sono una rara forma di meteorite che comprende il 2% delle condriti cadute sulla Terra. Finora sono state trovate circa 200 di queste condriti. La maggior parte di queste sono state trovate in Antartide. Tendono ad avere alti valori di Enstatite (MgSiO3), da cui deriva il nome. Le condriti di tipo-E sono piuttosto scarse di composti chimici, con la maggior parte del ferro che si trasforma in solfuro invece di ossidarsi. Questo suggerisce che questo tipo di condriti si siano formate in una zona con scarso ossigeno, come potrebbe essere la zona dell'orbita di Mercurio.

## Condriti R
Chiamate anche Rumuruti, le condriti-R sono un gruppo molto raro, con solo una caduta documentata tra almeno 900 delle condriti ordinarie. Hanno varie proprietà in comune con le condriti ordinarie, incluso un tipo simile di condrule, poche inclusioni refrattarie, composizione chimica simile per la maggior parte degli elementi, ed il fatto che l'ossigeno con isotopo 17°/16° si trovi in proporzione smisurata rispetto a quello trovato nelle rocce terrestri. Comunque ci sono significative differenze tra condriti-R e condriti ordinarie: il tipo-R contiene molta più "polvere spaziale" circa il 50%, il poco Fe-Ni che hanno è quasi tutto ossidato o in forma di solfuro, e l'ossigeno nell'isotopo 17° è più alto che nelle condriti ordinarie. Contengono meno condrule che il tipo-E ed sembra possano essere regolite proveniente dagli asteroidi.

## Condriti K
Solo tre condriti formano quello che è noto come tipo-Kakangari. Sono caratterizzate da un alto ammontare di "polvere spaziale", da una composizione di isotopi dell'ossigeno simile alle condriti Carbonacee, hanno pochi minerali ma un'elevata percentuale di metalli (dal 6% al 10% del loro volume) che è una caratteristica simile alle condriti di tipo-E (Enstatiti), e una concentrazione di elementi refrattari litofili, caratteristica simile alle condriti ordinarie.

## Tipi petrologici
La classificazione di una condrite nei suddetti gruppi è determinata dalle sue caratteristiche primarie: chimiche, mineralogiche e isotopiche. Il grado in cui è stata interessata da processi secondari di metamorfismo termico e alterazione acquosa sul corpo progenitore è indicato invece dal suo tipo petrologico, un numero che segue il nome del gruppo (es. H4).
L'attuale schema per descrivere i tipi petrologici fu concepito da Van Schmus e Wood nel 1967. In realtà lo schema di Van Schmus e Wood è costituito da due schemi distinti: uno che descrive l'alterazione acquosa (tipi 1 e 2) e un altro che descrive il metamorfismo termico (tipi dal 3 al 6).
Alterazione acquosa:
- Tipo 1 usato in origine per indicare le condriti che mancavano di condruli e contenevano grandi quantità di acqua e carbonio. Al momento il tipo 1 è usato semplicemente per indicare condriti che sono state sottoposte ad estensive alterazioni acquose al punto che la maggior parte dei loro olivina e pirossene sono stati trasformati nelle loro fasi idrate. Questa alterazione ebbe luogo a temperature comprese tra i 50 e i 150 °C, temperatura non sufficiente per innescare un metamorfismo termico. Appartengono a questo tipo solo condriti carbonacee del gruppo CI più alcune altre condriti carbonacee fortemente alterate.
- Tipo 2 indica condriti che sono state sottoposte ad estensive alterazioni acquose ma che ancora conservano condruli riconoscibili nonché olivina e pirosseno inalterati. La matrice a grana fine è in genere completamente idrata e i minerali all'interno dei condruli possono mostrare gradi variabili di idratazione. Questa alterazione avviene probabilmente a temperature al di sotto dei 200 °C, evitando in questo modo l'alterazione termica. La maggior parte delle condriti CM e CR sono di tipo petrologico 2. A parte alcune altre condriti carbonacee non raggruppate, non ci sono altre condriti che appartengono al tipo 2.

La parte dello schema dedicata al metamorfismo termico descrive una sequenza continua di cambiamenti alla mineralogia e alla texture legati all'aumento progressivo della temperatura di metamorfismo. Queste condriti mostrano scarse prove degli effetti di un'alterazione acquosa.
- Tipo 3 indica condriti che mostrano un basso livello di metamorfismo. Sono spesso indicate come non equilibrate perché minerali come l'olivina e il pirossene mostrano una grande varietà di composizioni, indicando una formazione sotto una grande varietà di condizioni diverse nella nebulosa solare. Anche le condriti dei tipi 1 e 2 sono non equilibrate.